# Ahorn (Badenia-Wirtembergia)
Ahorn – gmina w Niemczech, w kraju związkowym Badenia-Wirtembergia, w rejencji Stuttgart, w regionie Heilbronn-Franken, w powiecie Main-Tauber-Kreis, wchodzi w skład wspólnoty administracyjnej Boxberg. Leży nad rzeką Erf, ok. 10 km na południowy zachód od Tauberbischofsheim, przy autostradzie A81 i linii kolejowej Stuttgart – Würzburg.